# Kościół w Vårdsbergu
Kościół w Vårdsbergu (szw. Vårdsbergs kyrka) – kościół należący do ewangelicko-luterańskiego Kościoła Szwecji, znajdujący się w parafii Åkerbo församling (od 2009 roku) w diecezji Linköping. Był kościołem parafialnym parafii historycznej Vårdsbergs socken w prowincji historycznej (landskap) Östergötland.
Jest położony ok. 6 km na wschód od Linköping, w regionie administracyjnym (län) Östergötland na terenie gminy Linköping. Stanowi jedyną zachowaną w Östergötlandzie budowlę sakralną zbudowaną na planie koła.
Kościół i otaczający go cmentarz mają status zabytku sakralnego i znajdują się pod ochroną według rozdz. 4 Lagen om kulturminnen.

## Historia i architektura

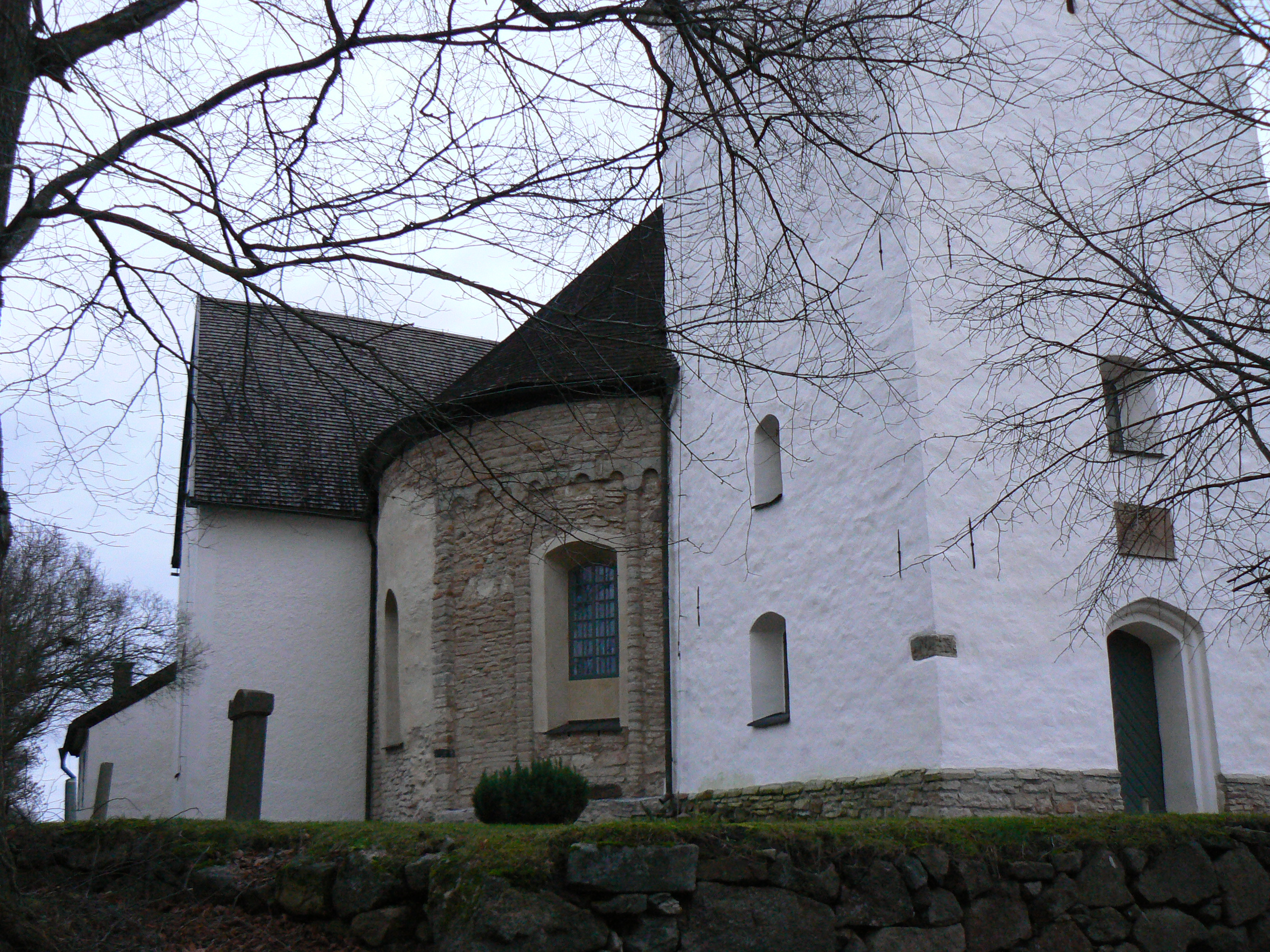
Ściana rotundy, najstarszej części kościoła

Kościół o charakterze obronnym został zbudowany na górującym nad okolicą wzgórzu, w pobliżu którego prowadził szlak eriksgata (w średniowieczu zwyczajowy objazd prowincji szwedzkich przez nowo obranego króla).
Najstarsza część budowli, wzniesiona na planie rotundy na miejscu wcześniejszego kościoła drewnianego, pochodzi z końca XII wieku. W XIII wieku dobudowano od wschodu na planie krzyża nawę oraz zakrystię. Od strony zachodniej wzniesiono wieże na planie czworokąta. Sklepienie nawy głównej wykonano w połowie XV wieku.
W latach 50. XVIII w. przebudowano zachodnią część kościoła. Wyburzono wcześniejszą wieżę obronną i wzniesiono nową, na której umieszczono dzwony kościelne. Podczas budowy nowej wieży wmurowano w jej zewnętrzną ścianę, po południowej stronie, kamień runiczny (Ög 11).